# Bram Castro
Bram Castro (ur. 30 września 1982 w Hasselt) – belgijski piłkarz grający na pozycji bramkarza w Heraclesem Almelo.

## Kariera
Zadebiutował jako profesjonalny zawodnik, będąc członkiem KRC Genk w sezonie 2000/2001. Potem grał jeszcze w Sint-Truidense VV, aż trafił do Rody Kerkrade za 150 tysięcy €.

### Roda Kerkrade
W Rodzie Castro był podstawowym bramkarzem przez 3 sezony. 30 października 2007 w trzeciej rundzie Pucharu Holandii przeciwko De Graafschap strzelił wyrównującego gola w doliczonym czasie. Po dogrywce Roda wygrała 3-2 i awansowała do następnej rundy, ostatecznie przegrywając dopiero w finale. W kwietniu 2009 został uderzony w twarz przez Anouara Hadouira podczas treningu. Hadouir został ukarany przez klub, ale Castro stracił miejsce w bramce Rody i odszedł z klubu po sezonie.

### Dalsza kariera
1 października 2010 trafił do PSV Eindhoven, z którym podpisał kontrakt do końca sezonu 2010/2011. Jeszcze przed końcem sezonu wrócił do Sint-Truidense. W lipcu 2012 podpisał dwuletni kontrakt z MVV Maastricht. W lipcu 2014 podpisał dwuletni kontrakt z Heraclesem Almelo. Następnie grał w KV Mechelen i KV Oostende.